# دييغو كوند
دييغو كوند (بالإسبانية: Diego Conde)‏ هو لاعب كرة قدم إسباني في مركز حراسة المرمى، ولد في 28 أكتوبر 1998 في مدريد في إسبانيا. لعب مع أتلتيكو مدريد ب ونادي ليغانيس ونادي نابالكارنيرو.

## وصلات خارجية
- دييغو كوند على موقع الاتحاد الأوربي (الإنجليزية)
- دييغو كوند على موقع قاعدة بيانات كرة القدم.إي يو (الإنجليزية)
- دييغو كوند على موقع Soccerbase.com (لاعب) (الإنجليزية)
- دييغو كوند على موقع Soccerway.com (الإنجليزية)
- دييغو كوند على موقع عالم كرة القدم.نت (الإنجليزية)
- دييغو كوند على موقع AS.com (الإسبانية)